# Borja Mayoral
Borja Mayoral Moya (ur. 5 kwietnia 1997 w Parli) – hiszpański piłkarz, występujący na pozycji napastnika w hiszpańskim klubie Getafe CF. 
Złoty medalista Mistrzostw Europy U-19 2015, Mistrzostw Europy U-21 2019, srebrny medalista Mistrzostw Europy U-21 2017.

## Kariera klubowa
Borja Mayoral karierę piłkarską rozpoczął w AD Parla. W 2007 został zawodnikiem Realu Madryt, gdzie występował głównie w juniorskich drużynach. Następnie występował w Realu Madryt Castilla, w drużynie rezerw „Królewskich”. 31 października 2015, oficjalnie zadebiutował w Realu Madryt, w wygranym 3:1 meczu, 10. kolejki Primera División z UD Las Palmas, w 87. minucie spotkania wszedł z ławki rezerwowych, zmieniając Toniego Kroosa.
20 lipca 2016 został na rok wypożyczony z Realu Madryt do niemieckiego klubu VfL Wolfsburg. 20 sierpnia 2016 zadebiutował w drużynie „Wilków”, w wygranym 2:1 meczu, 1. rundy Pucharu Niemiec z FSV Frankfurt, w 83. minucie spotkania zmienił Basa Dosta. 16 października 2016 zadebiutował w Bundeslidze (7. kolejka), w przegranym 0:1 meczu z RB Leipzig. Swojego pierwszego gola dla VfL Wolfsburg strzelił 3 grudnia 2016, w przegranym 2:3 meczu 13. kolejki Bundesligi z Herthą BSC.
Po powrocie z wypożyczenia zdobył swoją pierwszą bramkę w Primera División w wygranym meczu z Realem Sociedad. Zadebiutował w Lidze Mistrzów UEFA rozgrywając cztery mecze w fazie grupowej. Swojego pierwszego gola w tych rozgrywkach strzelił Borussii Dortmund.
31 sierpnia 2018 Real Madryt poinformował, że Borja Mayoral zostanie wypożyczony do Levante UD na jeden sezon.

## Kariera reprezentacyjna
Borja Mayoral występował w młodzieżowej reprezentacji Hiszpanii do lat 17, 19 i 21. W kadrze do lat 17 zadebiutował 12 listopada 2013 w zremisowanym 1:1 meczu towarzyskim z Niemcami. 13 listopada 2014 zadebiutował w reprezentacji do lat 19 w wygranym 2:0 meczu towarzyskim z Niemcami, natomiast z reprezentacją do lat 21 zadebiutował 7 października 2015 w wygranym 5:2 meczu eliminacji Mistrzostw Europy U-21 2017 z Gruzją, w spotkaniu tym strzelił 1 gola.

## Statystyki

### Klubowe
(aktualne na 11 listopada 2023)
| Klub                 | Sezon              | Liga               | Liga  | Liga   | Puchar kraju | Puchar kraju | Europa | Europa | Inne  | Inne   | Ogólnie | Ogólnie |
| Klub                 | Sezon              | Liga               | Mecze | Bramki | Mecze        | Bramki       | Mecze  | Bramki | Mecze | Bramki | Mecze   | Bramki  |
| -------------------- | ------------------ | ------------------ | ----- | ------ | ------------ | ------------ | ------ | ------ | ----- | ------ | ------- | ------- |
| Real Madryt Castilla | 2014/2015          | Segunda División B | 5     | 2      | –            | –            | –      | –      | –     | –      | 5       | 2       |
| Real Madryt Castilla | 2015/2016          | Segunda División B | 29    | 15     | –            | –            | –      | –      | 4     | 0      | 33      | 15      |
| Real Madryt Castilla | Ogólnie            | Ogólnie            | 34    | 17     | 0            | 0            | 0      | 0      | 4     | 0      | 38      | 17      |
| Real Madryt          | 2014/2015          | Primera División   | –     | –      | –            | –            | 7      | 7      | –     | –      | 7       | 7       |
| Real Madryt          | 2015/2016          | Primera División   | 6     | 0      | –            | –            | 7      | 8      | –     | –      | 13      | 8       |
| Real Madryt          | 2017/2018          | Primera División   | 14    | 3      | 6            | 3            | 4      | 1      | –     | –      | 24      | 7       |
| Real Madryt          | 2018/2019          | Primera División   | –     | –      | –            | –            | –      | –      | 1     | 0      | 1       | 0       |
| Real Madryt          | 2020/2021          | Primera División   | 2     | 0      | –            | –            | –      | –      | –     | –      | 2       | 0       |
| Real Madryt          | Ogólnie            | Ogólnie            | 22    | 3      | 6            | 3            | 18     | 16     | 1     | 0      | 47      | 22      |
| VfL Wolfsburg (wyp.) | 2016/2017          | Bundesliga         | 19    | 2      | 2            | 0            | –      | –      | –     | –      | 21      | 2       |
| Levante UD (wyp.)    | 2018/2019          | Primera División   | 29    | 3      | 4            | 2            | –      | –      | –     | –      | 33      | 5       |
| Levante UD (wyp.)    | 2019/2020          | Primera División   | 34    | 8      | 2            | 1            | –      | –      | –     | –      | 36      | 9       |
| Levante UD (wyp.)    | Ogólnie            | Ogólnie            | 63    | 11     | 6            | 3            | 0      | 0      | 0     | 0      | 69      | 14      |
| AS Roma (wyp.)       | 2020/2021          | Serie A            | 31    | 10     | 1            | 0            | 13     | 7      | –     | –      | 45      | 17      |
| AS Roma (wyp.)       | 2021/2022          | Serie A            | 5     | 0      | 0            | 0            | 6      | 1      | –     | –      | 11      | 1       |
| AS Roma (wyp.)       | Ogólnie            | Ogólnie            | 36    | 10     | 1            | 0            | 19     | 8      | 0     | 0      | 56      | 18      |
| Getafe CF (wyp.)     | 2021/2022          | Primera División   | 18    | 6      | 0            | 0            | –      | –      | –     | –      | 18      | 6       |
| Getafe CF            | 2022/2023          | Primera División   | 35    | 8      | 3            | 1            | –      | –      | –     | –      | 38      | 9       |
| Getafe CF            | 2023/2024          | Primera División   | 13    | 7      | 1            | 2            | –      | –      | –     | –      | 14      | 9       |
| Getafe CF            | Ogólnie            | Ogólnie            | 48    | 15     | 4            | 3            | 0      | 0      | 0     | 0      | 70      | 24      |
| Ogólnie w karierze   | Ogólnie w karierze | Ogólnie w karierze | 240   | 64     | 19           | 9            | 23     | 9      | 5     | 0      | 287     | 82      |

### Reprezentacyjne
(aktualne na 30 czerwca 2019)
| Reprezentacja  | Rok     | Mecze | Bramki |
| -------------- | ------- | ----- | ------ |
| Hiszpania U-17 |         |       |        |
| 2013           | 2       | 1     |        |
| Ogólnie        | Ogólnie | 2     | 1      |
| Hiszpania U-19 |         |       |        |
| 2014           | 3       | 0     |        |
| 2015           | 8       | 7     |        |
| 2016           | 4       | 2     |        |
| Ogólnie        | Ogólnie | 15    | 9      |
| Hiszpania U-21 |         |       |        |
| 2015           | 2       | 1     |        |
| 2016           | 5       | 0     |        |
| 2017           | 9       | 3     |        |
| 2018           | 8       | 10    |        |
| 2019           | 7       | 2     |        |
| Ogólnie        | Ogólnie | 31    | 16     |

| Mecze i gole w reprezentacji | Mecze i gole w reprezentacji | Mecze i gole w reprezentacji      | Mecze i gole w reprezentacji | Mecze i gole w reprezentacji | Mecze i gole w reprezentacji | Mecze i gole w reprezentacji |
| Hiszpania U-17               | Hiszpania U-17               | Hiszpania U-17                    | Hiszpania U-17               | Hiszpania U-17               | Hiszpania U-17               | Hiszpania U-17               |
| Lp.                          | Data                         | Miejsce                           | Przeciwnik                   | Gol                          | Wynik                        | Rozgrywki                    |
| ---------------------------- | ---------------------------- | --------------------------------- | ---------------------------- | ---------------------------- | ---------------------------- | ---------------------------- |
| 1.                           | 12.11.2013                   | Wetzlar, Niemcy                   | Niemcy U-17                  |                              | 1:1                          | towarzyski                   |
| 2.                           | 14.11.2013                   | Marburg, Niemcy                   | Niemcy U-17                  | Gol                          | 1:1                          | towarzyski                   |
| Hiszpania U-19               |                              |                                   |                              |                              |                              |                              |
| Lp.                          | Data                         | Miejsce                           | Przeciwnik                   | Gol                          | Wynik                        | Rozgrywki                    |
| 1.                           | 13.11.2014                   | Katerini, Grecja                  | Niemcy U-19                  |                              | 2:0                          | towarzyski                   |
| 2.                           | 15.11.2014                   | Weria, Grecja                     | Francja U-19                 |                              | 5:1                          | towarzyski                   |
| 3.                           | 17.11.2014                   | Katerini, Grecja                  | Grecja U-19                  |                              | 3:2                          | towarzyski                   |
| 4.                           | 29.05.2015                   | Tbilisi, Gruzja                   | Gruzja U-19                  | Gol                          | 4:1                          | el. ME U-19 2015             |
| 5.                           | 31.05.2015                   | Tbilisi, Gruzja                   | Turcja U-19                  | Gol · Gol                    | 5:0                          | el. ME U-19 2015             |
| 6.                           | 03.06.2015                   | Tbilisi, Gruzja                   | Portugalia U-19              | Gol                          | 4:0                          | el. ME U-19 2015             |
| 7.                           | 07.07.2015                   | Larisa, Grecja                    | Niemcy U-19                  | (k.)                         | 3:0                          | ME U-19 2015                 |
| 8.                           | 10.07.2015                   | Weria, Grecja                     | Rosja U-19                   | Gol                          | 1:3                          | ME U-19 2015                 |
| 9.                           | 13.07.2015                   | Weria, Grecja                     | Holandia U-19                |                              | 1:1                          | ME U-19 2015                 |
| 10.                          | 16.07.2015                   | Katerini, Grecja                  | Francja U-19                 |                              | 2:0                          | ME U-19 2015                 |
| 11.                          | 19.07.2015                   | Katerini, Grecja                  | Rosja U-19                   | Gol                          | 2:0                          | ME U-19 2015                 |
| 12.                          | 20.01.2016                   | Lepe, Hiszpania                   | Włochy U-19                  |                              | 1:2                          | towarzyski                   |
| 13.                          | 24.03.2016                   | Lepe, Hiszpania                   | Grecja U-19                  | (k.)                         | 2:0                          | el. ME U-19 2016             |
| 14.                          | 26.03.2016                   | Cartaya, Hiszpania                | Gruzja U-19                  | Gol                          | 1:1                          | el. ME U-19 2016             |
| 15.                          | 29.03.2016                   | Lepe, Hiszpania                   | Anglia U-19                  |                              | 0:2                          | el. ME U-19 2016             |
| Hiszpania U-21               |                              |                                   |                              |                              |                              |                              |
| Lp.                          | Data                         | Miejsce                           | Przeciwnik                   | Gol                          | Wynik                        | Rozgrywki                    |
| 1.                           | 07.10.2015                   | Tbilisi, Gruzja                   | Gruzja U-21                  | Gol                          | 5:2                          | el. ME U-21 2017             |
| 2.                           | 13.10.2015                   | Santa Cruz de Tenerife, Hiszpania | Szwecja U-21                 |                              | 1:1                          | el. ME U-21 2017             |
| 3.                           | 01.09.2016                   | Castelló de la Plana, Hiszpania   | San Marino U-21              |                              | 6:0                          | el. ME U-21 2017             |
| 4.                           | 05.10.2016                   | Serravalle, San Marino            | San Marino U-21              |                              | 3:0                          | el. ME U-21 2017             |
| 5.                           | 10.10.2016                   | Pontevedra, Hiszpania             | Estonia U-21                 |                              | 5:0                          | el. ME U-21 2017             |
| 6.                           | 11.11.2016                   | St. Pölten, Austria               | Austria U-21                 |                              | 1:1                          | el. ME U-21 2017             |
| 7.                           | 15.11.2016                   | Albacete, Hiszpania               | Austria U-21                 |                              | 0:0                          | el. ME U-21 2017             |
| 8.                           | 23.03.2017                   | Murcja, Hiszpania                 | Dania U-21                   |                              | 3:1                          | towarzyski                   |
| 9.                           | 27.03.2017                   | Rzym, Włochy                      | Włochy U-21                  | Gol                          | 2:1                          | towarzyski                   |
| 10.                          | 23.06.2017                   | Bydgoszcz, Polska                 | Serbia U-21                  |                              | 1:0                          | ME U-21 2017                 |

## Sukcesy

### Real Madryt
- Liga Mistrzów UEFA: 2017/2018
- Superpuchar Europy UEFA: 2017
- Klubowe mistrzostwo świata: 2017
- Superpuchar Hiszpanii: 2017

### Reprezentacyjne
- Mistrzostwo Europy U-19: 2015
- Mistrzostwo Europy U-21: 2019
- Wicemistrzostwo Europy U-21: 2017

### Indywidualne
- Król strzelców Mistrzostw Europy U-19: 2015 (3 gole)[7]
- Król strzelców Ligi Europy UEFA: 2020/2021 (7 goli)[c]

## Życie prywatne
Ma brata Cristiana (ur. 12 listopada 1992), który także jest piłkarzem.